# Будинок-музей Чехова в Ялті

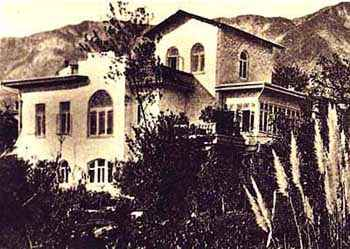
Будинок Чехова в Ялті. XX ст.

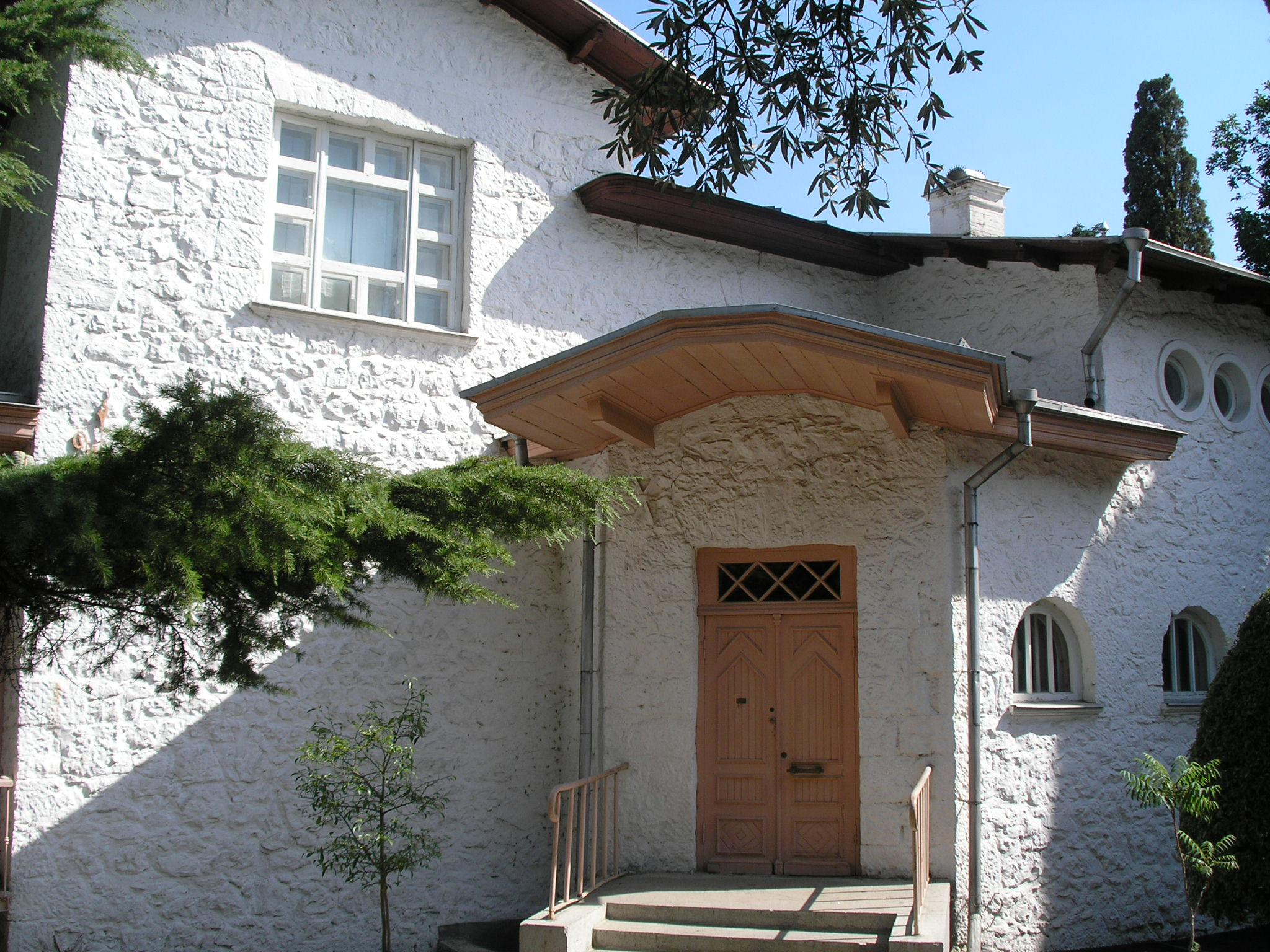
Музей Антона Чехова. Початок XXI ст.

Бюст А. П. Чехова на території музею (автор — Ніна Петрова)

Будинок-музей Чехова розташований у місцевості Аутка (Ялта), де він провів останні роки життя.

## Передісторія
Сюди А. П. Чехов вирішив переїхати з Москви за станом здоров'я. Наприкінці 1898 року письменник купив тут ділянку землі, на якій заклав сад і побудував будинок. Будинок був побудований за проєктом архітектора Л. М. Шаповалова (1873 —1957) — усе за 10 місяців. 9 вересня 1899 року Чехов переїхав у Ялту разом із сестрою Марією Павлівною та матір'ю Євгенією Яківною. Саме тут були написані такі знамените оповідання «Дама з собачкою», п'єси «Три сестри» та «Вишневий сад».
Антон Павлович Чехов уперше був у Ялті проїздом, шляхом у Теодозію в липні 1888 року. У липні-серпні наступного року Чехов прожив у Ялті три тижні, працюючи над повістю «Нудна історія». Через 5 років він знову приїжджає в Ялту, цього разу лікуватися, і ліг у готелі «Росія».

## Ялтинська дача— будинок-музей

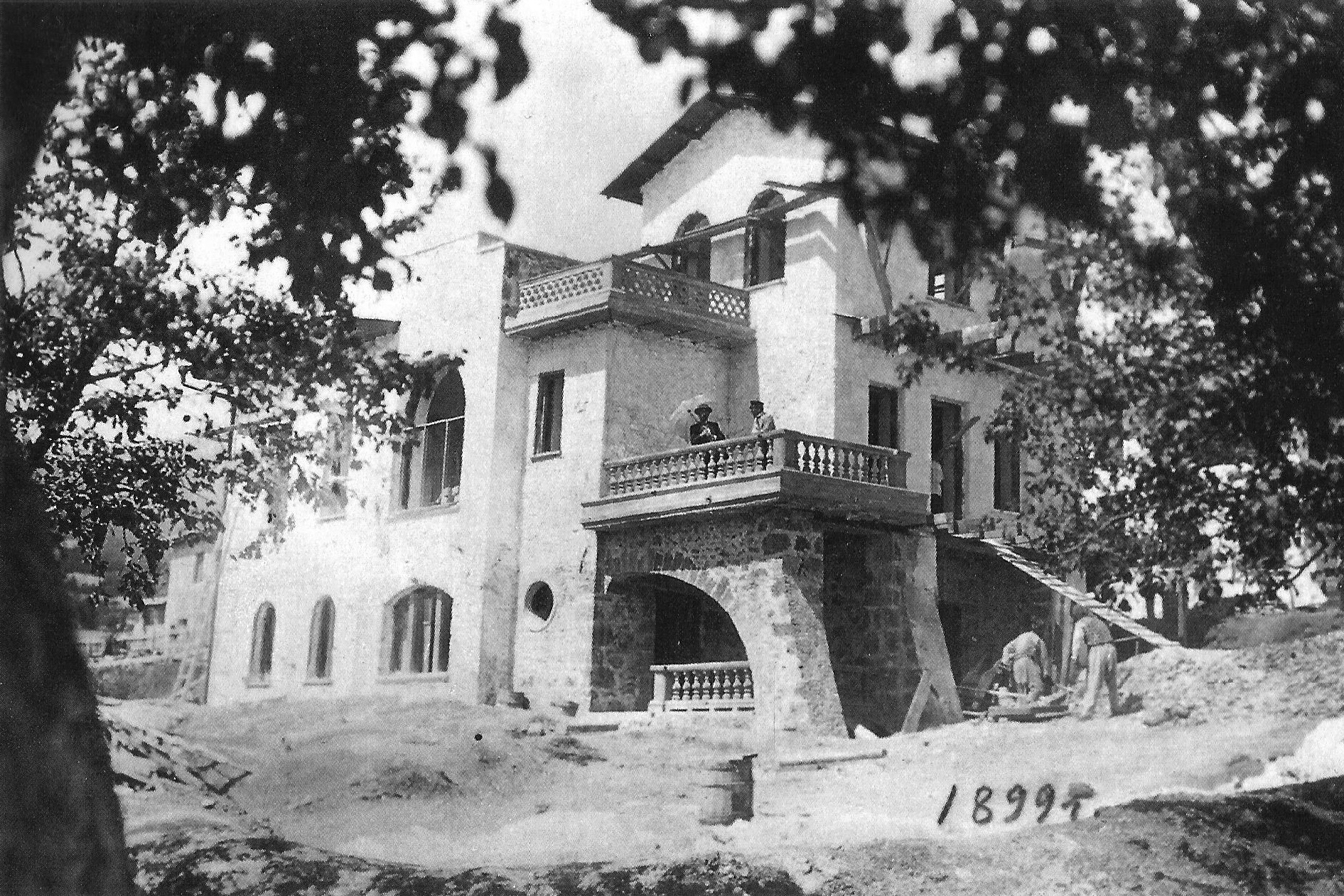
Будинок Чехова в Ялті. 1899 рік.

Будинок Чехова в Ялті. Макет-реконструкція.

У листі до сестри від 3 серпня 1901 року Антон Павлович заповів їй у довічне володіння ялтинську дачу, гроші та прибуток від посмертних публікацій драматичних добутків. Будинок Чехова в Ялті був відкритий для відвідування в перший же рік після його смерті. Михайло Павлович Чехов писав, що Росія «збагатилася повним поезії й зворушливої чеховської лірики культурною установою, яка відомо тепер усьому освіченому світу і яке носить тепер назву «будинок-музей А. П. Чехова в Ялті». Після кончини письменника, аж до неспокійного 1917 року, М. П. Чехова взимку жила в Москві, працюючи над матеріалами архіву брата, а літо, щоб зберегти умеблювання й простежити за ремонтом, проводила в ялтинському будинку. Марія Павлівна утримувала будинок на кошти, що надходили від авторських відрахувань за постановки п'єс брата, і від виданої нею епістолярної спадщини письменника. М. П. Чехова зберегла в недоторканності всю обставу кімнат брата, а також найцінніший літературний архів. Навесні 1917 року сестра й мати письменника переїхали з Москви в Ялту на постійне місце проживання. Євгенія Яківна Чехова померла 3 січня 1919 року й похована в Ялті.
Будинок-Музей Антона Павловича Чехова є в Україні пам'яткою національного значення, відреставрований після війни та відновив свою роботу в червні 1950 року.

## Галерея

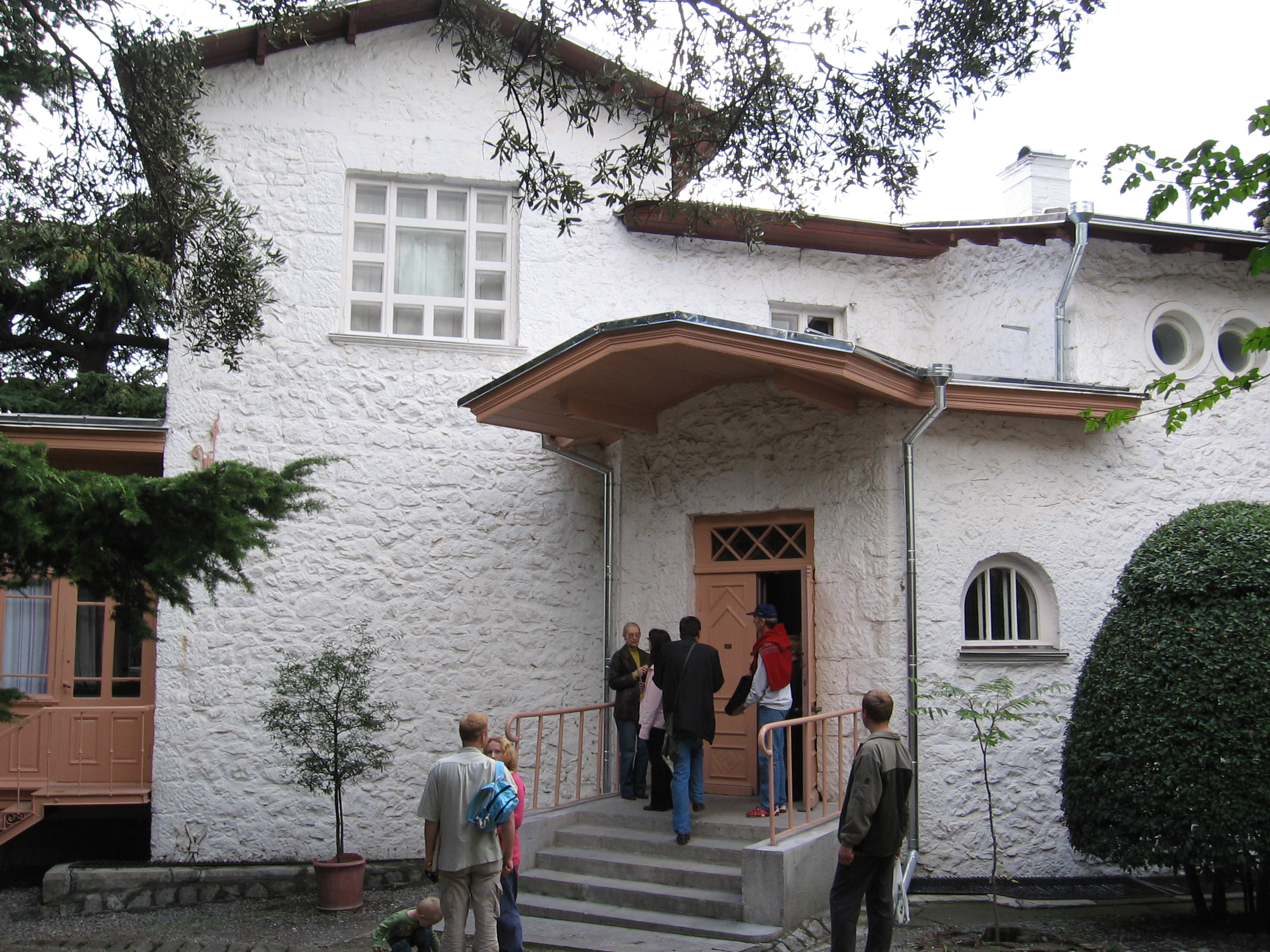
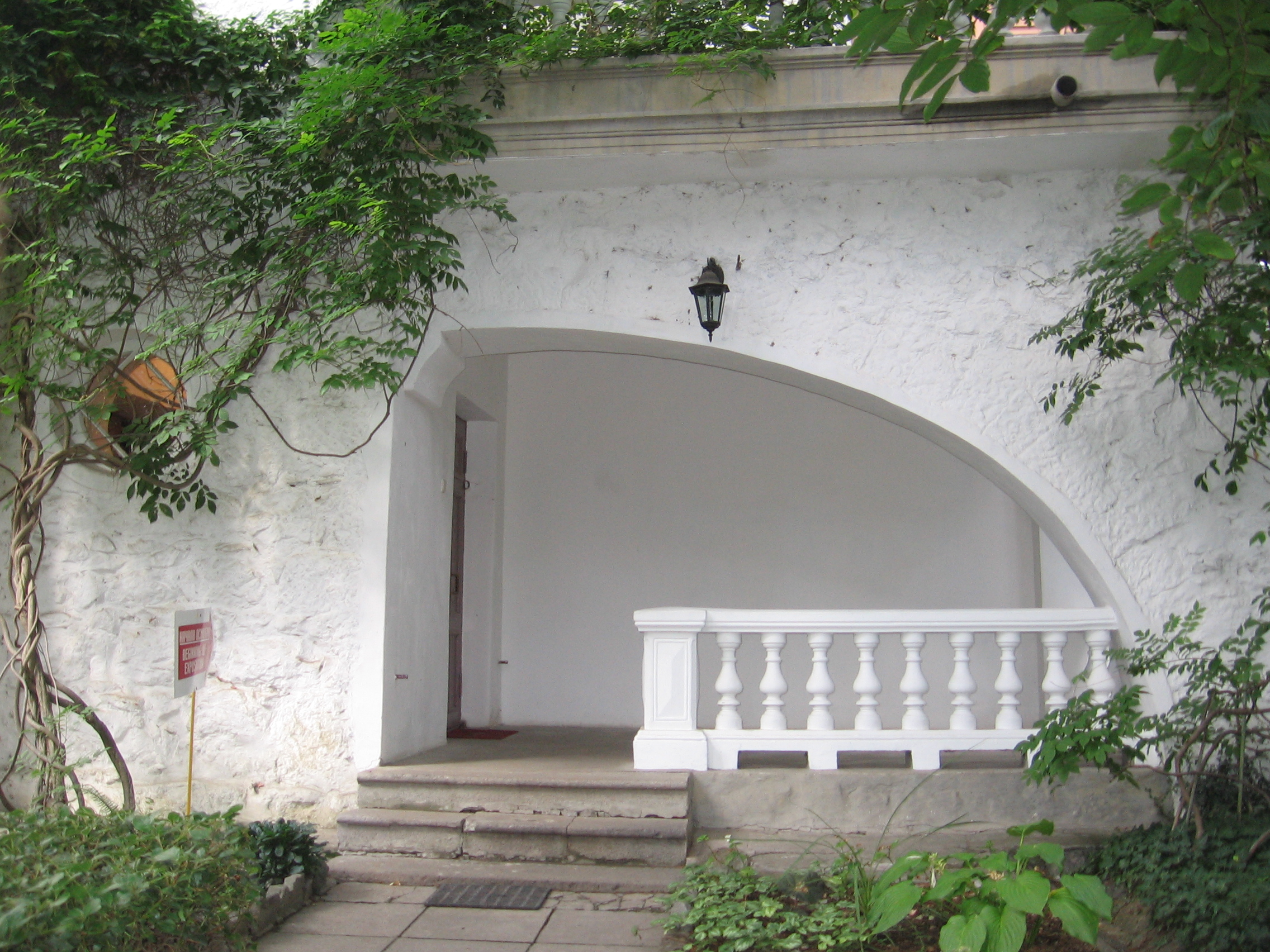